# Dame d'Ibiza
La Dame d'Ibiza est une figure d'argile de 47 centimètres de haut datant du IIIe siècle av. J.-C. Elle fut découverte dans la nécropole située au lieu-dit Puig des Molins sur l'île d'Ibiza, en Méditerranée. Elle a été réalisée à partir d'un moule et sa partie postérieure est creuse. Il est possible qu'elle figure une déesse carthaginoise, Tanit[réf. nécessaire]. Elle présente une ornementation aussi riche dans les vêtements que dans les bijoux.

## Présentation
La plupart des figures retrouvées dans la nécropole de Puig des Molins sont des représentations de déesses, pratiquement toujours d'art grec car il semble qu'aient eu lieu à travers les siècles de grands apports en provenance de Grande Grèce (nom des colonies grecques du sud de l'Italie).
Elle est exposée au Musée archéologique national de Madrid.

### Sources
- (es) Cet article est partiellement ou en totalité issu de l’article de Wikipédia en espagnol intitulé « Dama de Ibiza » (voir la liste des auteurs).